# 杰斐逊·戴维斯堂区 (路易斯安那州)
傑佛遜·戴維斯堂區（英語：Jefferson Davis Parish）是美國路易斯安那州西南部的一個堂區。面積1,689平方公里。根据美国2000年人口普查，共有人口31,435人。治所珍寧 (Jennings)。
成立於1912年。堂區名紀念美利堅邦聯總統傑佛遜·戴維斯。